# Cantó de Senon
El cantó de Senon és un cantó francès del departament de la Gironda, situat al districte de Bordeus. Té 5 municipis i el cap és Senon.

## Municipis
- Artigas de Bordèu
- Baishac e Calhau
- Senon
- Montuçan
- Ivrac

## Història
| Data d'elecció                           | Identitat        | Partit | Qualitat |
| ---------------------------------------- | ---------------- | ------ | -------- |
| 1974-1992                                | René Bonnac      | PS     |          |
| 1992-1998                                | Pierre Garmendia | PS     |          |
| 1998-                                    | Alain David      | PS     |          |
| les dades anteriors no són pas conegudes |                  |        |          |
|                                          |                  |        |          |

## Demografia
| 1962   | 1968   | 1975   | 1982   | 1990   | 1999   | 2006 |
| ------ | ------ | ------ | ------ | ------ | ------ | ---- |
| 17.310 | 21.596 | 30.128 | 31.640 | 32.592 | 33.422 |      |